# ورزشگاه دارل ک. رویال مموریال تگزاس

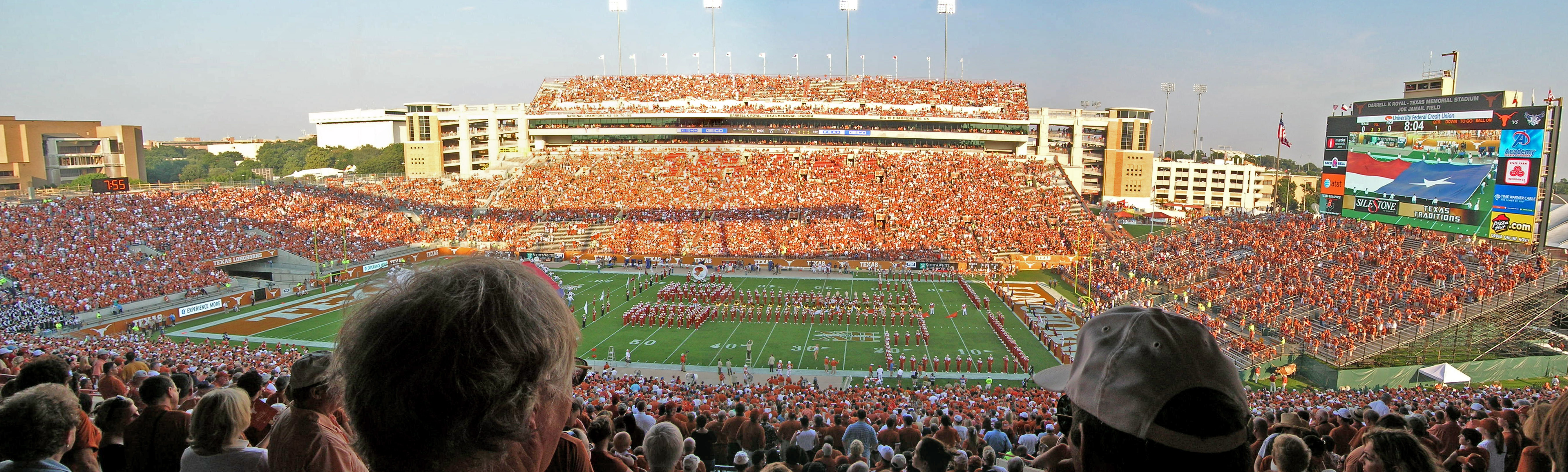

ورزشگاه دارل ک. رویال مموریال تگزاس (به انگلیسی: Darrell K Royal – Texas Memorial Stadium) با ظرفیت 100119 نفر در شهر آستین ایالت تگزاس واقع شده‌است.
این ورزشگاه دارای زمین چمن و متعلق به دانشگاه تگزاس در آستین می‌باشد.